# Historie Generálního štábu Armády České republiky

Insignie Generálního štábu

Znak Armády České republiky

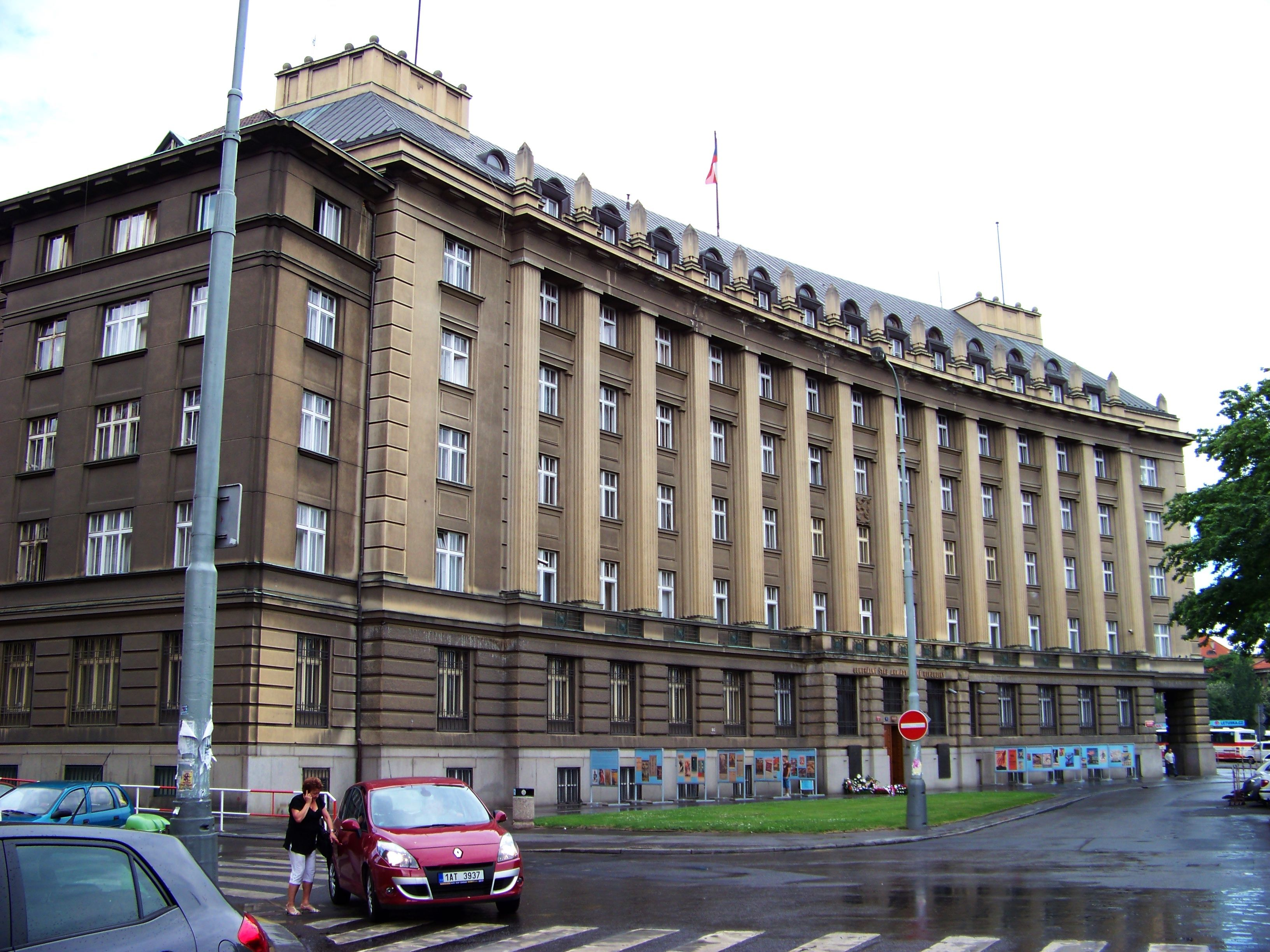
Budova Generálního štábu AČR v Praze 6 – Dejvicích na Vítězném náměstí

Historii Generálního štábu Armády České republiky (GŠ AČR) lze sledovat od roku 1919, kdy vyvstala naléhavě potřeba ústředního velitelského orgánu nově vzniklé československé armády v samostatném Československu. Při zakládání Generálního štábu sehrála svoji nezastupitelnou expertní úlohu Francouzská vojenská mise (FVM) a její vysocí důstojníci. Teprve od roku 1926 byli na pozice velitelů Hlavního štábu jmenováni vysocí důstojníci československé armády. Budování prvorepublikové československé armády a jejího Hlavního štábu bylo podrobeno zatěžkávací zkoušce během zářijové všeobecné mobilizace 1938 a její „demobilizace“ (zapříčiněné Mnichovskou dohodou), jež předznamenala etapu práce ve francouzském a později anglickém exilu (po vyhlášení Protektorátu Čechy a Morava v březnu 1939) v průběhu celé druhé světové války. Poválečná etapa budování Hlavního štábu slibně navazující na prvorepublikové demokratické principy a využívající bojové zkušenosti československých důstojníků, kteří se vrátili do vlasti z bojů na západní i východní frontě, byla definitivně ukončena komunistickým převzetím moci po „vítězném“ Únoru 1948. Následovala vlna personálních čistek, politizace armády, bezvýhradná orientace na Moskvu a Sovětský svaz, založení Varšavské smlouvy (1955) a všudypřítomná „úporná“ snaha o hledání „imperialistických“ nepřátel, jež ústila do „posedlosti“ ostrahou západních hranic státu. Budování Československé lidové armády (ČSLA) dostalo „lidštější tvář“ až ve druhé polovině 60. let 20. století s nástupem politického uvolnění ve společnosti a nastolením reformního kurzu v československé armádě. Pražské jaro 1968 přineslo nakrátko do armády i vlnu rehabilitací a snahy o její odpolitizování. Invaze spojeneckých vojsk v srpnu 1968 učinila konec všem demokratizačním procesům, následovala druhá vlna personálních prověrek (1969) a došlo k posílení vnitřní (represivní) úlohy ČSLA. Dlouhé „stojaté vody“ normalizačního období 70. a 80. let 20. století v Československu a jeho armádě byly definitivně ukončeny Sametovou revolucí v listopadu 1989. Armáda i její Generální štáb musely reagovat na rychlý sled událostí: odpolitizování armády a její demokratizace, další vlna rehabilitací vojáků a důstojníků (vyloučených z armády po srpnu 1968), dohoda o stažení střední skupiny sovětských vojsk „dočasně“ umístěných v Československu (1991), zánik československé federace (1992) a vznik Armády České republiky (AČR), členství České republiky v Severoatlantické alianci (NATO) (1999), profesionalizace armády (2005) a definitivní opuštění sovětského modelu struktury AČR a GŠ. Za sto let existence Generálního štábu se v jeho vedení vystřídali dva Francouzi a více než dvacet Čechů a Slováků.

## Historie

### Založení Generálního štábu československé branné moci (léta 1919 až 1920)

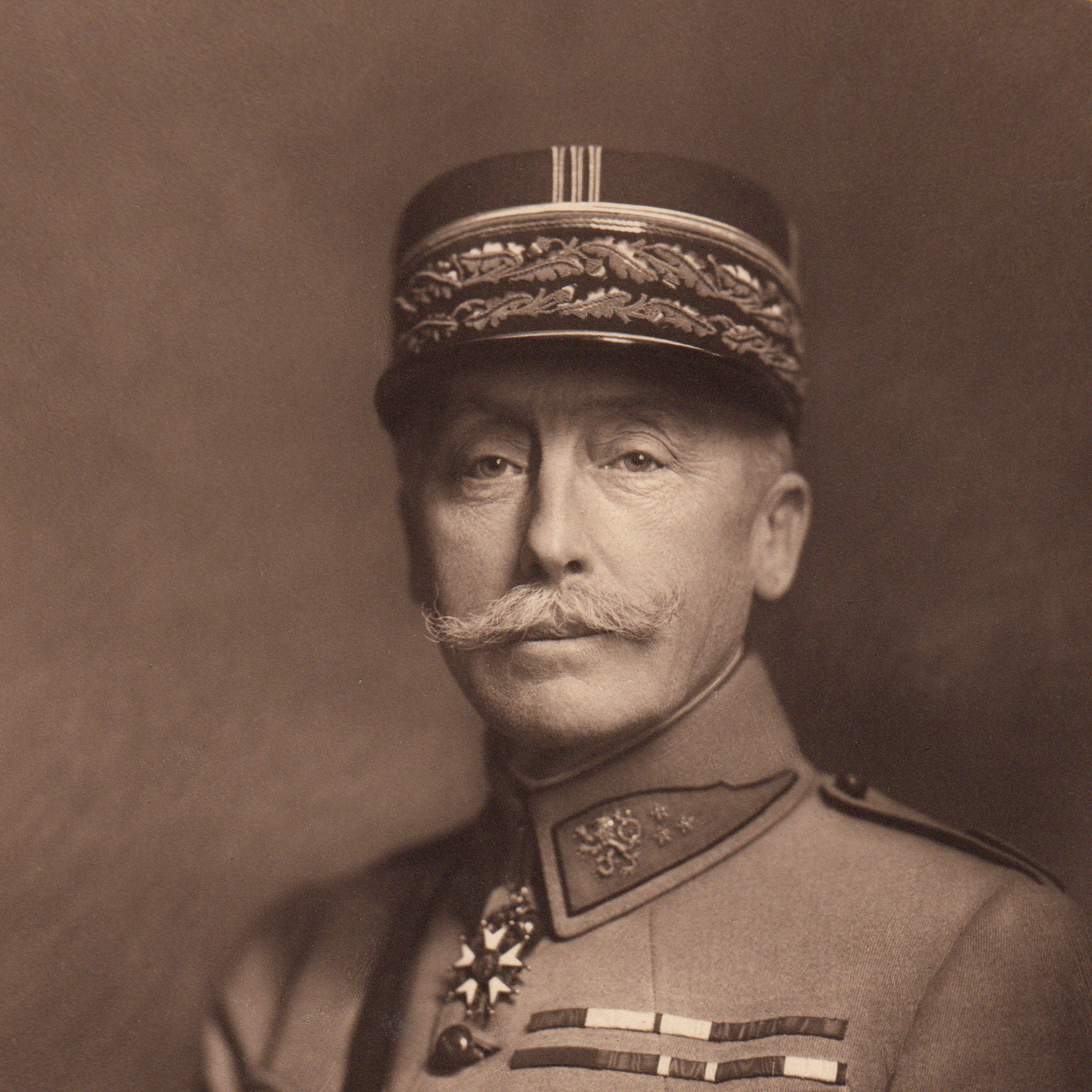
Maurice César Joseph Pellé – velitel Francouzské vojenské mise (FVM) v Československu

Bezprostředně po 28. říjnu 1918 československá armáda neměla žádný ústřední velitelský orgán - tedy Hlavní (Generální) štáb. Nejprve vzniklo jen Ministerstvo národní obrany (MNO), které bylo centrálním úřadem vojenské správy, sestávalo ze 17 odborů a vlastně jen jediný III. odbor byl „vojenský“. Tento přechodně–provizorní stav plynul z podcenění funkce a místa armády v Československu a byl dán historicky panováním výjimečných poměrů v období těsně po první světové válce. Dr. Edvard Beneš (ministr zahraničních věcí) byl pověřen československou vládou, aby s Francií (jako bývalým spojencem) dojednal pomoc s nápravou celé situace. Řešením mělo být vyslání Francouzské vojenské mise (FVM), jež měla mít celoarmádní a celostátní působnost a jejíž právní rámec byl opřen o dva základní mezivládní dokumenty:
- Kontrakt o vyslání FVM do Čech (respektive Československa) ze dne 20. ledna 1919[2] a
- Dohoda mezi vládami francouzskou a československou o pravomocech FVM z 26. ledna 1919.[2]

Do Československa dorazila FVM 13. února 1919 v síle 45 osob, ale již v říjnu 1919 čítala 145 důstojníků, byla pověřena organizací československé armády, zdokonalením vojenské správy a armádního školství. Dohoda o pravomocech FVM kladla důraz na zorganizování Generálního štábu a definovala, že jeho náčelníkem bude vedoucí generál FVM – divizní generál Maurice Pellé (zkušený štábní pracovník a letitý vojenský diplomat). Generální štáb vznikal na pozadí války s Maďarskou republikou rad (na jaře 1919) a to sloučením personálu FVM a III. (vojenského) odboru MNO. Organizace Generálního štábu byla poplatná struktuře FVM:
- náčelník,[2]
- I. a II. podnáčelník,[2]
- 1. (organizační) oddělení,[2]
- 2. (zpravodajské) oddělení,[2]
- 3. (operační) oddělení[2] a
- 4. (dopravní) oddělení.[2]

Jednotlivá velitelská místa byla obsazena podle modelu: francouzský náčelník + československý podnáčelník (zástupce). Jako oficiální datum vzniku GŠ je uváděn 17. prosinec 1919. V letech 1920 až 1950 se tento štáb nazýval Hlavní (nikoliv Generální).

### Hlavní štáb – jednotící a stabilizační prvek československé armády (léta 1921 až 1925)

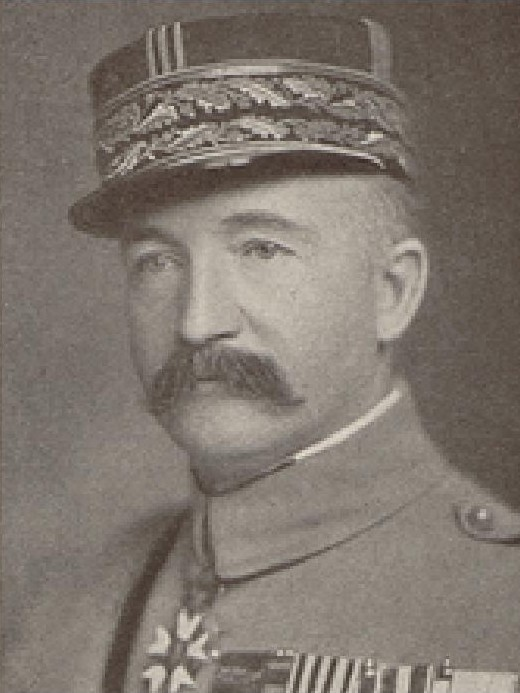
Francouzský generál Eugène Désiré Antoine Mittelhauser

Etapa stabilizace nové československé armády začala rokem 1921, kdy byl (v lednu 1921) do čela Hlavního štábu jmenován francouzský brigádní generál Eugène Mittelhauser, pod jehož velením na Hlavním štábu i nadále pracovali francouzští generálové a vyšší důstojníci od nichž se československý personál učil, zdokonaloval a chystal se postupně na plné převzetí vojenských úkolů plynoucích z jejich budoucích funkcí. Hlavním úkolem zůstávala organizační práce s cílem unifikace československé branné moci. Úplný návrat československých zahraničních jednotek a jejich začlenění do domácích armádních struktur trvale stabilizovalo armádu, jejíž mírová struktura byla tvořena 12 divizemi, třemi jezdeckými brigádami, dvěma horskými brigádami a celkovou mírovou početní silou (danou zákonem) 150 tisíc mužů. Prezenční vojenská služba zprvu trvající 24 měsíců byla posléze (branným zákonem) zkrácena na 18 měsíců. Mobilizačních celorepublikových počtů řádně vyzbrojených mužů v síle 800 tisíc bylo ale dosaženo až ke konci 20. let 20. století. V říjnu 1921 byla vyhlášena částečná mobilizace československé branné moci (mobilizováno více než 400 tisíc mužů) v souvislosti s pokusem bývalého rakouského císaře a uherského krále Karla I. o restaurování habsburské dynastie na uherském trůně. Hlavní štáb se v této etapě (1921 až 1925) intenzivně věnoval přípravě tzv. „nástupových plánů“, které byly zpočátku provázány s předpokládanou činností francouzské armády. Výhradně protiněmecké zaměření se preferovalo do poloviny 20. let 20. století, ale později se československá vojenská strategie stala prakticky všesměrovou a to dle různých variant činnosti (defenziva nebo ofenziva). Dne 15. ledna 1924 byl na nově zavedenou funkci podnáčelníka jmenován generál IV. hodnostní třídy Jan Syrový, který se pod vedením brigádního generála Eugène Mittelhaussera připravoval na převzetí funkce náčelníka Hlavního štábu.

### Hlavní štáb pod velením generála Jana Syrového (léta 1926 až 1933)

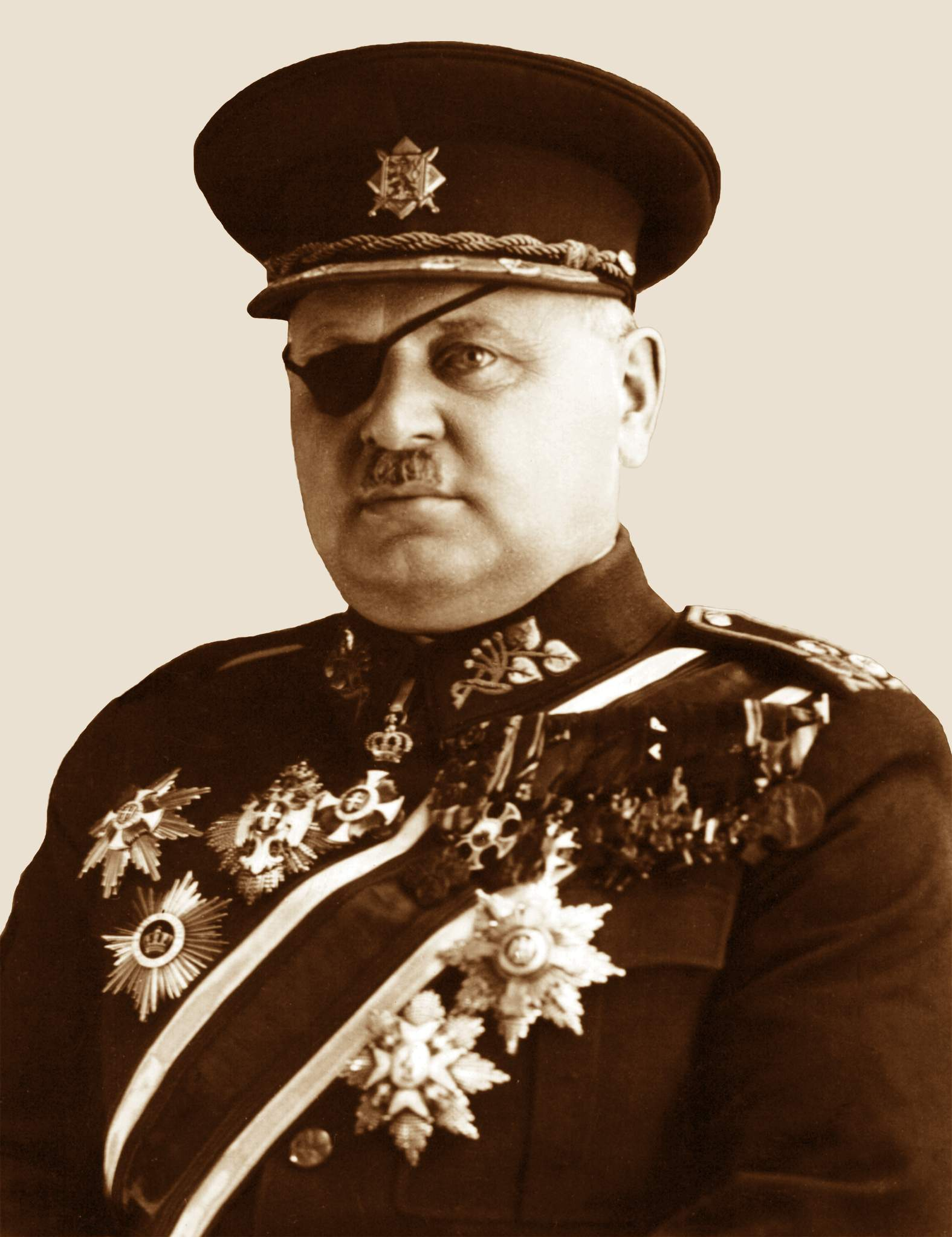
Generál IV. hodnostní třídy Jan Bohumír Syrový

Rozpory mezi dalším mírovým vývojem v Evropě a snahou některých států o zvrat v poválečném uspořádání Evropy i světa způsobovaly, že Hlavní štáb musel řešit kompromisní otázku o zapojení Československa do mezinárodního odzbrojovacího procesu tak, aby republika nepřišla o svoji obranyschopnost. Se změnou úlohy FVM od roku 1926, kdy se z velitelského orgánu stala FVM jen poradním orgánem MNO, souviselo i předávání nejvyšších velitelských funkcí z působnosti Francouzů do rukou československých vojenských osobností. Prvním československým náčelníkem Hlavního štábu se stal v lednu 1926 generál IV. hodnostní třídy Jan Syrový (a tuto funkci vykonával až do roku 1933). Československá vojenská strategie ze začala postupně odklánět od ostře protiněmeckého směrování (preferovaného Francouzi) a po roce 1926 se posunula k protimaďarské orientaci a to jako důsledek neblahých dřívějších zkušeností s Maďarskou republikou rad (z jara 1919). Studijní cesty příslušníků Hlavního štábu a vyšších velitelů na případnou frontu proti Německu se konaly jen do roku 1928 a v letech následujících se předoperační příprava orientovala na hranice s Maďarskem, a to prakticky až do roku 1933, kdy se pozornost Hlavního štábu zase přeorientovala zpět na frontu protiněmeckou. Na přelomu 20. a 30. let 20. století požadoval armádní generál Jan Syrový československou vládu opakovaně o důslednější provázání vojenského plánování se zahraniční politikou a diplomacií, ale tohoto cíle prakticky dosáhl až ke konci roku 1932. Úsporná opatření zaviněná světovou hospodářskou krizí tlačila MNO ke škrtům v rozpočtu, které vedly (navzdory opačným snahám armádního velení) ke stagnaci československé armády a ke snížení její akceschopnosti.

### Hlavní štáb v dobách zvýšeného ohrožení republiky (léta 1933 až 1938)

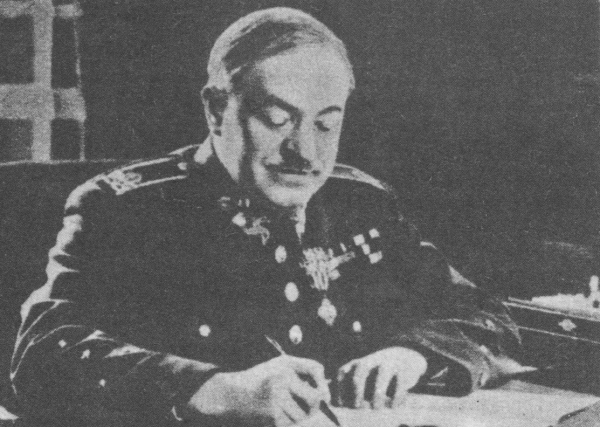
Armádní generál Ludvík Krejčí

V roce 1932 zvýšil Generální štáb svoji aktivitu v reakci na očekávaný počátek krize mezinárodních vztahů, ke kterým skutečně došlo v roce 1933. Ke konci roku 1933 vystřídal generála Jana Syrového armádní generál Ludvík Krejčí, který zastával funkci náčelníka Hlavního štábu až do roku 1939. Modernizace armády, připravovaná ještě během funkčního období generála Jana Syrového, se slibně rozvíjela a současně s tím se v roce 1933 prohlubovala i vojenská součinnost československé armády se spojenci. V roce 1934 prosadil Hlavní štáb dvouletou vojenskou prezenční službu. Současně s tím se podařilo přesvědčit politiky k navýšení finančních prostředků na výzbrojní a opevňovací programy. Zvýšený zájem prezidenta dr. Edvarda Beneše o dění v Hlavním štábu vyústil v roce 1936 v prosazení úpravy kompetencí mezi náčelníkem Hlavního štábu a generálním inspektorem branné moci.
Organizační struktura Hlavního štábu v době před Mnichovem byla rozvinuta takto:
- Náčelníkovi podléhal přímo podnáčelník, I. a II. zástupce, Generální sekretariát obrany státu a Ředitelství opevňovacích prací (ŘOP).[5]
- I. zástupce řídil 2. (zpravodajské). 3. (operační) a 5. (školské a výcvikové) oddělení.[5]
- II. zástupce řídil 1. (organizační), 4. (etapní) oddělení a oddělení branné výchovy.[5]

Po Mnichovu vzniklo ještě oddělení pro úpravu státních hranic. Před mobilizací řídilo na Hlavním štábu mírovou armádu o síle 150 tisíc mužů celkem 521 důstojníků (z toho 110 generálů zbraní, důstojníků Generálního štábu a absolventů Vysoké školy válečné). Ve druhé polovině 30. let 20. století se mírová československá armáda před mobilizací skládala ze 4 zemských vojenských velitelství, 7 sborů, 17 divizí, 4 rychlých divizí a 55 letek vojenského letectva. Po mobilizaci (24. září 1938 až 4. října 1938) disponovala československá armáda čtyřmi velitelstvími armád, osmi sbory, šesti hraničními pásmy, dvanácti hraničními oblastmi, 21 divizemi, čtyřmi rychlými divizemi, třemi skupinami a jedním okrskem. Letecké síly měly k dispozici 76 mobilizovaných letek (z nich 66 patřilo polní armádě). Mírový Hlavní štáb byl základem Hlavního velitelství válečné polní armády a jeho systematizovaný stav čítal celkově jeden tisíc osob (z toho bylo asi 350 důstojníků).

### Začátky odboje v Polsku a Francii (léta 1939 až 1940)
Stovky mladých bojeschopných mužů po 15. březnu 1939 a vyhlášení Protektorátu Čechy a Morava opustily republiku s úmyslem vstoupit v zahraničí jako dobrovolníci do československých jednotek. První taková jednotka („Zahraniční skupina československá“) vznikla v Polsku v Krakově 30. dubna 1939 s cílem přesunout zde přihlášené dobrovolníky následně do Francie. Ve Francii vznikla v srpnu 1939 „Československá vojenská kancelář“ (v čele s generálem Sergějem Ingrem). Jejím úkolem byla všestranná příprava československé zahraniční armády. Na podzim roku 1940 (po ustavení „Československého národního výboru“ (ČSNV)) se „Československá vojenská kancelář“ změnila na „Československou vojenskou správu“, jejíž povinností byla (dle usnesení ČSNV) správa veškerých vojenských záležitostí. Generál Sergěj Ingr se stal nejen náčelníkem této „Československé vojenské správy“, ale i hlavním velitelem československé branné moci. „Československá vojenská správa“ měla tři odbory:
- I. odbor (vojensko–politický),
- II. odbor (všeobecně vojenský) a
- III. odbor (letecký).[6]

Kromě nich měla „Československá vojenská správa“ ještě pomocné orgány, mezi které patřil například „Kárný výbor I. stolice“, „Odvolací kárný výbor“ a soud. Při „Československé vojenské správě“ pracovala i Československo–francouzská vojenská mise. Dobrovolníci, kteří se nepřesunuli z Polska do Francie a tudíž v Polsku zůstali se po vypuknutí druhé světové války (1. září 1939) začlenili do jednotek bojujících proti Němcům. Část těchto dobrovolníků (pod vedením podplukovníka Ludvíka Svobody) přešla do sovětského zajetí. Československá jednotka se v jižní Francii začala formovat v přímořském městě Agde a již 29. září 1939 byl zřízen pěší prapor 1. Dne 14. prosince 1939 (po dohodě s „Československou vojenskou správou“) vydalo ministerstvo obrany Francie směrnici potvrzující další výstavbu československé jednotky v Agde. Krátce poté se pěší prapor rozšířil na pěší pluk a díky přílivu dalších dobrovolníků byla sestavena 15. ledna 1940 1. československá divize (té velel v Agde generál Rudolf Viest), která na konci května 1940 disponovala silou téměř 11 500 mužů. V polovině června 1940 odjelo na frontu z Agde na 5 tisíc příslušníků divizní pěchoty. Zbylí vojáci československé divize byli nasazeni při ústupových bojích, mnozí z nich se během těchto operací osvědčili a byli (po skončení druhé světové války) oceněni vysokými československými vojenskými vyznamenáními.

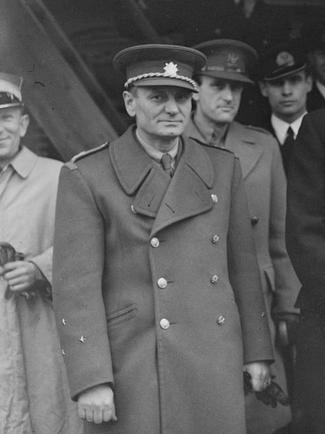
Generál Sergěj Ingr
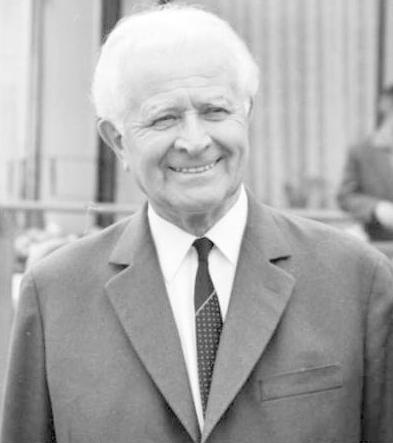
Podplukovník Ludvík Svoboda
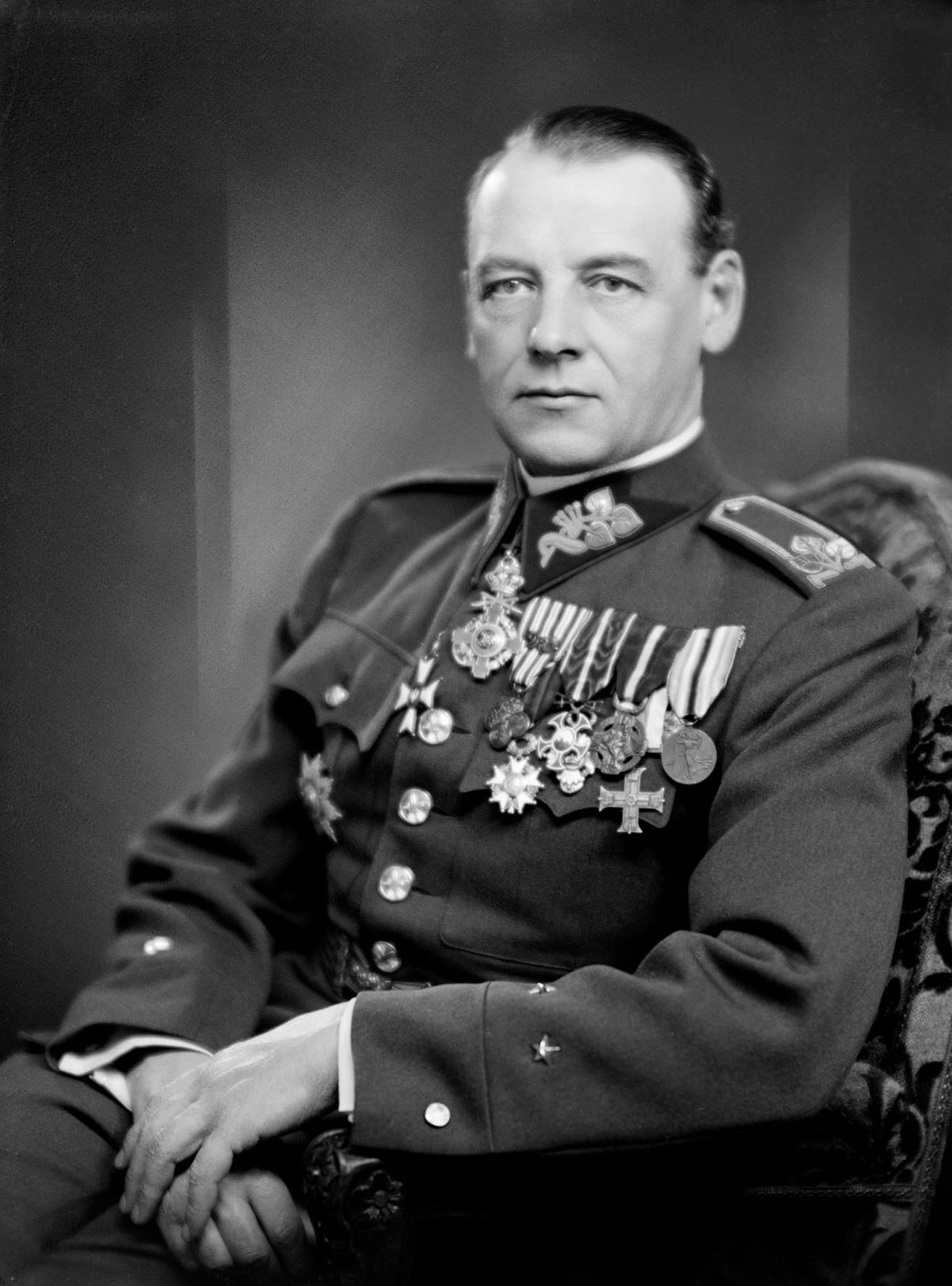
Generál Rudolf Viest

### Na frontách 2. světové války (léta 1940 až 1945)

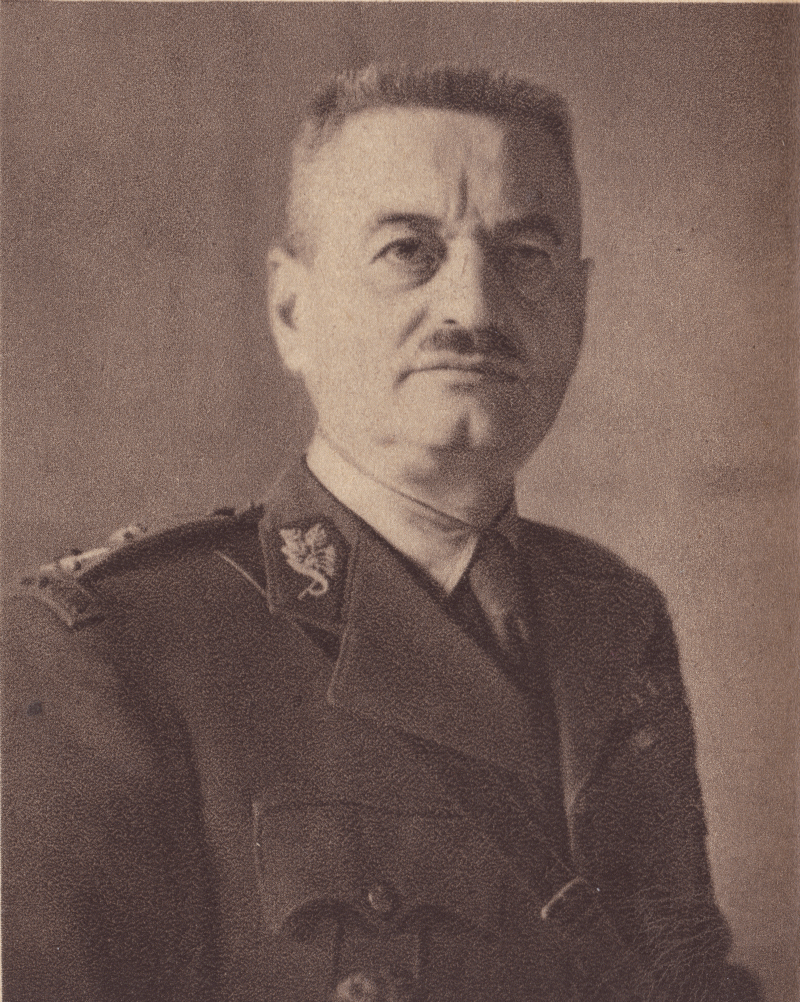
Generál Bedřich Neumann

Po kapitulaci Francie se centrum československého zahraničního odboje přesunulo do Velké Británie. V červenci 1940 se v Londýně nově zřízené Ministerstvo národní obrany (v čele s generálem Sergějem Ingrem) stalo nejvyšším správním úřadem československé branné moci a nahradilo tak „Československou vojenskou správu“ ve Francii. Spojení prezidenta s londýnským MNO bylo zajišťováno Vojenskou kanceláří prezidenta republiky, styk Státní rady s ministerstvem udržoval Branný výbor ve spolupráci se Státním tajemníkem na MNO (od konce listopadu 1941 tuto funkci zastával státní ministr). Londýnské MNO se skládalo ze štábu, ze čtyřech odborů a z Pomocného úřadu MNO. Společně tyto složky plnily i úkoly, jež připadaly na jednotlivá oddělení předválečného Hlavního štábu. Na základě zkušeností z cizích armád (i z příprav nové organizace MNO ještě v Československu v roce 1938) byla struktura londýnského MNO již od počátku budována jako štáb vyšších jednotek. V roce 1941 ukončil svoji činnost jeho III. odbor (letecký) a v roce 1944 jeho II. odbor (ofenzivní a obranné zpravodajství). (Dále na ministerstvu působil „Kárný výbor I. stolice“ jakož i „Odvolací kárný výbor“.) Ministru národní obrany v Londýně byl podřízen i „Inspektorát československého letectva“, všechny vojenské mise jakož i vojenští atašé a styční důstojníci (od října 1944 do podřízenosti MNO spadalo i „Velitelství osvobozeného území“). „Štáb pro vybudování československé branné moci“ byl v Londýně ustanoven v lednu 1943, řídil jej generál Bedřich Neumann a tomuto orgánu podléhala tři (později čtyři) oddělení (1. oddělení – organizační; 2. oddělení – zpravodajské; 3. oddělení – operační a 4. oddělení – materiální), dále pak pomocný úřad a studijní skupina. Na podzim roku 1944 byl ale tento orgán zrušen a byl nahrazen „Hlavním velitelstvím československé branné moci“ (jeho hlavním velitelem byl opět generál Sergěj Ingr, dosavadní ministr národní obrany). Tak se stalo, že generál Sergěj Ingr byl nejvyšším vojenským velitelem všech československých vojenských jednotek působících v zahraničí ale i na osvobozeném území Československa. „Hlavní velitelství československé branné moci“ mělo vytvořit plán výstavby poválečné československé armády, zabývalo se repatriací československých občanů, řešilo otázky potrestání válečných zločinců a rovněž se účastnilo jednání „Mezispojeneckého výboru pro příměří“. „Hlavní velitelství československé branné moci“ skončilo svoji činnost spolu se vznikem řádného Ministerstva národní obrany na osvobozeném území Československa.

### Hlavní štáb pod velením generála Bohumila Bočka (léta 1945 až 1948)
Programové prohlášení nové československé vlády, která vznikla v Košicích počátkem dubna 1945, předznamenalo poválečnou levicovou politickou orientaci směřující Československo ke spolupráci se Sovětským svazem. Ministrem národní obrany a hlavním velitelem československé branné moci se stal generál Ludvík Svoboda, náčelníkem Hlavního štábu československé branné moci byl jmenován armádní generál Bohumil Boček (tuto funkci zastával v letech 1945 až 1948). (Exilové MNO v Londýně bylo tímto zbaveno přímého vlivu na československou armádu.) Povstání proti německé okupační správě v Čechách v květnu 1945 bylo ukončeno 9. května 1945 osvobozením Prahy Rudou armádou, zatímco jihozápadní teritorium Čech osvobodila americká armáda, což vedlo k dočasnému rozdělení Československa na dvě okupační zóny. Obě okupační armády opustily Československo na podzim roku 1945, ke dni 31. prosince 1945 byla ukončena branná povinnost státu a s jejím koncem zanikla i funkce jejího hlavního velitele. První organizace československé branné moci vešla v platnost již v květnu 1945 a položila tak rámec základní struktury Hlavního štábu. V říjnu 1947 (po několika změnách) byla zavedena nová mírová organizace, plánované počty byly sníženy na 155 tisíc mužů a došlo i ke stabilizaci Hlavního štábu, který byl tvořen devíti odděleními a velitelstvími druhů zbraní. Hlavní správa výchovy a osvěty jakož i 5. oddělení (Obranné zpravodajství (OBZ)) se dostaly pod přímou podřízenost náčelníka Hlavního štábu. (Předepsané počty MNO a Hlavního štábu v roce 1947 čítaly 2 873 osob.) Celé teritorium Československa bylo z vojenského hlediska rozděleno na čtyři oblasti (s velitelstvími v Praze, Táboře, Brně a Bratislavě) se šesti sbory a 16 divizemi. Nově budovaná československá armáda se v poválečném období zapojila do organizování odsunu německého obyvatelstva z českého pohraničí a zasáhla (spolu se Sborem národní bezpečnosti (SNB)) do bojů proti banderovcům (ti se chtěli v letech 1945 až 1947 dostat přes československé území do západního zajetí). Prvorepubliková apolitická armáda se stala po druhé světové válce předmětem zájmu politických stran (především komunistů), kteří ji hodlali využít k boji o politickou moc.

### Hlavní, Generální štáb pod velením Šimona Drgáče, Jaroslava Procházky a Václava Kratochvíla (léta 1948 až 1955)

Logo Varšavské smlouvy

Po Vítězném únoru 1948, do jehož průběhu se československá branná moc nikterak nezapojila (zůstala neutrální), již v březnu 1948 a dubnu 1948 bylo nuceno československou armádu opustit na 27 generálů a dalších 813 vysokých důstojníků. Následující vlna čistek ve velitelském sboru se dotkla všech skupin velitelů, ať již se jednalo o vojáky ze Západu nebo Východu, o vojáky z domácího vojska, odbojáře nebo bývalé československé interbrigadisty (tzv. „Španěláky“), kteří se jako dobrovolníci (na straně republikánů proti falangistům) zapojili (v letech 1936 až 1939) do španělské občanské války. V průběhu masivních armádních čistek, které probíhaly v letech 1948 až 1953, bylo prověřováno více než 13 tisíc příslušníků velitelského sboru. Výsledky čistek byly následující:
- Téměř 4 tisíce důstojníků bylo z politických důvodů propuštěno;[9]
- tisíc jich bylo odsouzeno k vysokým trestům odnětí svobody;[9]
- na základě vykonstruovaných soudních procesů bylo popraveno 28 osob;[9]
- do táborů nucených prací bylo odesláno téměř 500 lidí[9] a
- 2 500 jich bylo vystěhováno do přikázaných míst.[9]

Perzekuce postihla, krom vojáků z povolání, také vojáky základní služby. Ti z nich, kteří byli označeni jako „politicky nespolehliví“ (armáda pro ně vymyslela tzv. politickou klasifikaci „E“ – ve vojenském žargonu „éčkaři“), vykonávali základní vojenskou službu beze zbraně u tzv. pomocných technických praporů (PTP), kde pracovali často v nevyhovujících a život ohrožujících podmínkách zejména v dolech (na Ostravsku, Kladensku i na Slovensku), ve stavebnictví, na vojenských stavbách (výstavba letišť, kasáren, obytných domů i dalších objektů), ve vojenských lesích, kamenolomech i v zemědělství. 
Po Vítězném únoru 1948 došlo i ke změnám ve struktuře MNO, v roce 1949 se vytvořil systém náměstků ministra obrany, od roku 1950 byla armáda budována podle vzoru Sovětského svazu a to tak, aby již v roce 1953 (a letech následujících) mohla čelit případnému (očekávanému) světovému konfliktu. V srpnu 1950 byl na MNO vytvořen systém hlavních správ, původní „Hlavní štáb československé branné moci“ byl přebudován na „Generální štáb československé branné moci“ (GŠ), který byl tvořen třemi velkými správami: operační správa; organizační a mobilizační správa; správa bojové přípravy. (V roce 1954 byl předepsaný počet příslušníků MNO a GŠ v počtu 4 713 zaměstnanců.) Během branné pohotovosti státu vytvářel GŠ tzv. Hlavní velitelství, jež velelo dvěma vševojskovým armádám a jednomu sboru (od poloviny 50. let 20. století to znamenalo – 1 sbor = celkem 3 armády: dvě prvosledové a jedna druhosledová). V rámci posílení obrany tzv. „západní hranice“ proběhla rozsáhlá redislokace svazků armády. V roce 1954 disponovala československá armáda početní silou 300 tisíc osob se 14 vševojskovými svazky, byla pod plnou kontrolou KSČ a její velení (zbaveno vlastní iniciativy) bylo totálně závislé na rozkazech z Moskvy.
Přijetí Západního Německa (NSR) do NATO dne 9. května 1955 popsal Halvard Lange (tehdejší ministr zahraničí Norska) za „rozhodující zlomový bod v dějinách našeho kontinentu“. Odpovědí Sovětského svazu na tuto událost bylo vytvoření Varšavské smlouvy. Ta vznikla na základě Smlouvy o přátelství, spolupráci a vzájemné pomoci podepsané 14. května 1955 ve Varšavě. Smlouvu signovaly zástupci následujících zemí: SSSR, Maďarska, Československa, Polska, Bulharska, Rumunska, Albánie a Německé demokratické republiky (NDR).

### ČSLA – západní hráz Varšavské smlouvy (léta 1956 až 1968)

Počty jaderných zbraní USA a SSSR

Do výzbroje armád USA a Sovětského svazu byly zavedeny jaderné zbraně v polovině 50. let 20. století, což nepřímo vedlo k tomu, že československé armádní velení v čele s Generálním štábem Československé lidové armády (GŠ ČSLA) bylo nuceno naléhavě řešit otázky nové organizační a materiální výstavby armády. Od poloviny 50. let 20. století procházela ČSLA několika významnými změnami struktury, jejichž cílem bylo zajištění „hladkého“ přechodu mírové armády na válečnou organizaci s cílem ochránit (alespoň částečně) svazky polní armády před ničivými dopady účinků jaderných zbraní a zajistit tím svazkům rychlé odvetné bojové operace. Byly zrušeny sbory, čímž se zjednodušil systém velení. V roce 1958 proběhla reorganizace armády, došlo ke zrušení jednoho z vojenských okruhů, vznikly dva operační svazy a zjednodušil se systém typů vševojskových svazků přechodem na jednotný typ divize. Mírový počet armády byl zredukován na sílu 169 750 osob (bez útvarů při armádě) a zároveň s tím klesl počet osob na MNO a GŠ na 2 869.
Celá řada změn pokračovala v 60. letech 20. století jak ve složení MNO tak i ve struktuře GŠ. Na pokyn z Moskvy od podzimu roku 1961 (v případě války) muselo československé armádní velení nasazovat Československý front do bojové sestavy vojsk Varšavské smlouvy. Velitelství takto nasazeného Československého frontu by vytvářelo MNO a GŠ. Rozsáhlá modernizace výzbroje ČSLA měla zaručit nejen větší manévrovatelnost, ale i údernou sílu a také obranu proti zbraním hromadného ničení (ZHN). Současně s modernizací výzbroje ČSLA hledal GŠ i nový systém armádního velení. Účelově zřízená „Komise01“ porovnala systémy velení spojeneckých i západních armád a navrhla zřízení „subsystémů velení“, jež by se specializovaly dle zaměření (pozemní síly, letectvo, výcvik, zabezpečení vojsk). Na centrální úrovni vznikly hlavní správa pozemních vojsk, letectva a protivzdušné obrany státu. (GŠ též uvažoval o zřízení speciálního vojska určeného k teritoriální obraně.) V září roku 1965 byly zřízeny tři vojenské okruhy (Západní, Střední a Východní) a v roce 1966 došlo k podřízení „Pohraniční stráže“ pod armádu, čímž vznikly jednotné ozbrojené síly (mírové počty v armádě se zvýšily na více než 220 tisíc osob.)

### Okupace Československa a normalizace v armádě (léta 1968 až 1989)

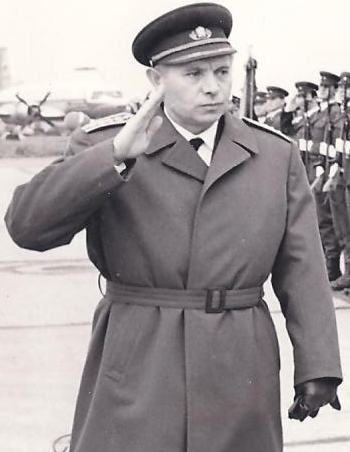
Ing. Martin Dzúr

Ve 2. polovině 60. let 20. století nastoupený reformní kurz v armádě dospěl až k politickému uvolnění (pražskému jaru 1968), kdy byli rehabilitováni nejen vojáci z povolání, ale i ti v základní službě, kteří byli perzekvováni v 1. polovině 50. let 20. století. Činnost armádních stranických struktur byla nahrazována v rámci ČSLA nově vznikajícími profesními a zájmovými organizacemi. S novým ministrem Ing. Martinem Dzúrem přišli do vedení armády noví lidé, objevily se hlasy o možné neutralitě Československa či o opuštění Varšavské smlouvy. V noci ze 20. na 21. srpna 1968 obsadila vojska pěti států Varšavské smlouvy celé území Československa a to včetně budovy GŠ, kde došlo k ozbrojeným střetům.
Okupace Československa v srpnu 1968 ukončila definitivně reformní procesy pražského jara 1968 a otevřela etapu „normalizace“, během níž (od května 1969) bylo po politických prověrkách v ČSLA nuceno z armády odejít na 6 500 vojáků z povolání (včetně mnoha příslušníků GŠ). Trvalá přítomnost okupačních vojsk na území Československa si vynutila urychlenou redislokaci ČSLA, vytvoření Západního vojenského okruhu frontového typu, zrušení Středního vojenského okruhu a celkové snížení početního stavu armády o 20 tisíc osob. Nedávno vytvořené hlavní správy, jež vznikly ve struktuře GŠ, byly shledány těžkopádnými (dublovaly jen v menší podobě funkce GŠ) a byly zrušeny. (Předepsané počty osob na MNO a GŠ v roce 1970 činily 2 221 osob, ale v roce 1988 byly navýšeny na 2 510 osob.)
Vnitřní úloha armády byla (po demonstracích v roce 1969) posílena na základě usnesení „Rady obrany státu“ trvale platným rozkazem ministra národní obrany pro vyčlenění sil a prostředků ČSLA k zabezpečení klidu a pořádku v Československu. „Pohraniční stráž“ přešla v roce 1972 pod podřízenost Ministerstva vnitra, v roce 1976 byla do armády začleněna i vojenská část Civilní obrany (CO). Ve druhé polovině 70. let 20. století byla do armády zavedena moderní bojová technika a díky ní došlo k přechodu vševojskových divizí ČSLA na takzvanou „jednotypovou organizaci“. Oteplení vztahů mezi velmocemi, k němuž došlo ve druhé polovině 80. let 20. století snahami o snížení počtu jaderných a konvenčních zbraní, vedlo k jednostranném snížení počtu vojáků v armádě Sovětského svazu. Československo na tento krok reagovalo závazkem snížit (v letech 1989 až 1990) armádní počty (200 tisíc osob) o 15 procent.

### Návrat demokracie a začlenění do NATO (po roce 1989)

Logo NATO

Pád komunistického režimu po sametové revoluci (v listopadu 1989) znamenal nejen konec vlády jedné strany (KSČ) ve společnosti, ale i konec jejího dohledu nad armádou. (Armáda byla schopna potlačit protirežimní projevy nesouhlasu, ale v listopadu 1989 nakonec nezasáhla a zachovala si neutralitu.) Armádní stranickopolitický aparát (a oslovení „soudruhu“) byl demontován na přelomu let 1989/1990 a s tím se změnil i název armády (z ČSLA) na „Československou armádu“. Generální štáb musel vytvořit novou doktrínu ozbrojených sil a uskutečnit i změny ve struktuře a v organizaci armády. Velitelství okruhů a armád bylo zrušeno a v roce 1992 vznikla vojenská velitelství „Západ“ (sídlilo v Táboře), „Východ“ (bylo v Trenčíně) a „Střed“ (se sídlem v Olomouci). Došlo k redukci počtu vševojskových svazků (v souladu se Smlouvou o konvenčních ozbrojených silách), byla vyřazována nepotřebná bojová technika Dohoda o stažení sovětských vojsk „dočasně“ umístěných v Československu byla podepsána dne 30. června 1991 se Sovětským svazem a ještě téhož roku (1. července 1991) zanikl i Varšavský pakt.
Rozdělení Československé republiky (k 31. prosinci 1992) znamenalo nejen konec společného federativního státu Čechů a Slováků, ale i změnu názvu armády na „Armáda České republiky“ (AČR). Po rozdělení federace byl mírový stav AČR stanoven na 93 tisíc osob.) AČR i GŠ prošly od roku 1993 náročnou restrukturalizací, 12. března 1999 se stalo Česko členem Severoatlantické aliance (NATO), z divizního systému přešla AČR na systém brigádní a tyto změny byly završeny v roce 2005, kdy došlo k plné profesionalizaci armády (podpořené propracovaným systémem tzv. „aktivních záloh“). Generální štáb opustil sovětský model správ a zavedl systém sekcí a ředitelství a delegoval některé své pravomoce na civilní část vojenské správy na Ministerstvo národní obrany (MNO). Řada důstojníků GŠ mohla získat vzdělání na západních vojenských školách a nabyté zkušenosti zúročit při svém působení ve strukturách NATO. O roku 1990 se příslušníci AČR zúčastnili na různých teritoriích řady zahraničních vojenských misí (pod záštitou OSN či NATO).

## Přehled náčelníků Hlavního (Generálního) štábu
- Vedoucí generál FVM – divizní generál francouzské armády Maurice César Joseph Pellé (Náčelník Hlavního štábu československé branné moci od 17. prosince 1919 až do 31. prosince 1920)[2]
- Divizní generál francouzské armády a generál IV. hodnostní třídy čs. armády Eugene Desiré Antoine Mittelhauser (Náčelník Hlavního štábu československé branné moci od 1. ledna 1921 až do 31. prosince 1925)[3]
- Generál IV. hodnostní třídy (armádní generál) Jan Syrový (Náčelník Hlavního štábu československé branné moci od 1. ledna 1926 až do 18. března 1926; od 14. října 1926 až do 29. listopadu 1933)[14]
- Armádní generál Ludvík Krejčí (Náčelník Hlavního štábu československé branné moci od 30. listopadu 1933 až do 23. září 1938; od 20. prosince 1938 až do 1. března 1939)[14]
- Brigádní generál Vladimír Kajdoš (Náčelník Hlavního štábu československé branné moci od 24. září 1938 do 4. října 1938)[14]
- Brigádní generál Bedřich Neumann (krycí jméno „Miroslav“) (Náčelník štábu „Československé vojenské správy“ ve Francii od 1. února 1940 až do 12. června 1940)[14][1]
- Brigádní generál Jaroslav Čihák (krycí jméno „Znamenáček“) (Náčelník štábu Ministerstva národní obrany ve Spojeném království od 23. července 1940 až do 13. ledna 1941)[14][1]
- Brigádní generál Bruno Sklenovský (krycí jméno „Bosý“) (Náčelník štábu Ministerstva národní obrany ve Spojeném království od 13. ledna 1941 až do 12. dubna 1945)[14][1]
- (Hlavními veliteli československé branné moci byli armádní generál Sergěj Ingr (19. září 1944  – 5. dubna 1945) a armádní generál Ludvík Svoboda (12. dubna 1945 – 31. prosince 1945)).[1]
- Armádní generál Bohumil Boček (Náčelník Hlavního štábu československé branné moci v letech 1945 až 1948; od 12. dubna 1945 do 1. srpna 1948)[8][14][1] [p 3]
- Armádní generál Šimon Drgáč – náměstek ministra pro věci vojenské – byl náčelníkem Hlavního štábu československé branné moci v letech 1948 až 1950 (1. srpna 1948 – 26. dubna 1950)[9][1][p 3]
- Armádní generál JUDr. Jaroslav Procházka byl náčelníkem Generálního štábu československé branné moci v letech 1950 až 1952 (26. dubna 1950 – 31. ledna 1952)[9][1]
- Generálplukovník Václav Kratochvíl byl náčelníkem Generálního štábu Československé lidové armády (GŠ ČSLA) v letech 1952 až 1958[9][1]
- Armádní generál Otakar Rytíř byl náčelníkem Generálního štábu ČSLA v letech 1958 až 1968 (od 28. července 1958 do 30. dubna 1968)[11](pramen[1] uvádí do 19. dubna 1968)
- Generálplukovník Ing. Karel Rusov (v letech 1968 až 1979)[12][1]
- Generálplukovník Ing. Miloslav Blahník byl náčelníkem GŠ ČSLA v letech 1979 až 1987[1] (od listopadu 1979 do října 1987)[12]
- Generálplukovník Ing. Miroslav Vacek (Náčelník Generálního štábu ČSLA od 13. října 1987 do 27. prosince 1989)[14][1]
- Generálporučík Ing. Anton Slimák (Náčelník Generálního štábu ČSLA od 27. prosince 1989 do 1. května 1991)[14][1]
- generálplukovník (armádní generál) Ing. Karel Pezl (náčelník GŠ v letech 1991 až 1993; od 1. května 1991 do 30. června 1993)[13][15] (pramen[1] uvádí do 31. prosince 1992). [p 4]
- Generálplukovník Ing. Jiří Nekvasil (náčelník GŠ AČR v letech 1993 až 1998; od 1. července 1993 do 30. dubna 1998)[13][15][1]
- Armádní generál Ing. Jiří Šedivý (náčelník GŠ AČR v letech 1998 až 2002; od 1. května 1998 – 30. listopadu 2002)[13][15][1]
- Armádní generál Ing. Pavel Štefka, M.Sc. (náčelník GŠ AČR v letech 2002 až 2007; od 1. prosince 2002 – 28. února 2007)[13][15][1]
- Armádní generál Ing. Vlastimil Picek (od 1. března 2007 do 30. června 2012)[15][1]
- Armádní generál Ing. Petr Pavel, M.A. (od 1. července 2012 do 30. dubna 2015)[15][1]
- Armádní generál Ing. Josef Bečvář (od 1. května 2015[16] do 30. dubna 2018)[1]
- Armádní generál Ing. Aleš Opata (od 1. května 2018[17][1]) do 30. června 2022
- Armádní generál Ing. Karel Řehka (od 1. července 2022)